# Petoro
Petoro AS — компания, созданная в 2001 году норвежским правительством для управления портфелем государственных долей (совокупно именуемых State’s Direct Financial Interest — SDFI) в лицензиях, выданных на геологоразведку и добычу нефти и природного газа на континентальном шельфе Норвегии. Petoro также наделена правом осуществления контроля за деятельностью норвежской нефтегазовой компании Equinor в сфере добычи принадлежащей правительству Норвегии доли углеводородов в месторождениях, разрабатываемых 'Equinor'. Кроме того, компания Petoro занимается переводом финансовых средств, причитающихся норвежскому государству от разработки месторождений углеводородов в Норвегии, на счета, указанные правительством страны.
Сама компания Petoro не является оператором разведки или разработки месторождений и напрямую не владеет лицензиями на разведку и разработку месторождений.
Вся прибыль, ежегодно получаемая Petoro от государственных долей в нефтегазовых месторождениях Норвегии (SDFI), перечисляется в Государственный пенсионный фонд (норв. Statens pensjonsfond utland, SPU).

## Собственники и руководство
Компания Petoro образована правительством Норвегии в форме закрытой акционерной компании с ограниченной ответственностью (норв. Aksjeselskap, сокр. AS). Весь капитал компании принадлежит правительству Норвегии. Общее руководство за деятельностью компании Petoro осуществляет министерство нефти и энергетики Норвегии.
10 декабря 2020 г. главным исполняющим директором компании Petoro назначена Кристин Крагсет (норв. Kristin Fejerskov Kragseth).

## Деятельность
Компания Petoro управляет финансовыми средствами, которые перечисляют норвежскому государству операторы, разрабатывающие нефтегазовые месторождения Норвегии.
В портфеле долей в месторождениях углеводородов, принадлежащих норвежскому государству (SDFI), в настоящее время насчитывается примерно треть всех запасов нефти и газа на континентальном шельфе Норвегии.
Наиболее значительные поступления средств в Пенсионный фонд Норвегии дают Тролль (нефтегазовое месторождение), Ормен Ланге, Юхан Свердруп (нефтяное месторождение), Асгард (нефтегазоконденсатное месторождение) и Усеберг. В 2018 году 66 процентов выручки компании принесли добыча и продажа природного газа (добывается и продается компанией Equinor), 34 процента — нефти и газового конденсата.
В 2020 г. отчисления Petoro в Государственный пенсионный фонд Норвегии составили 59 млрд норвежских крон.
Списочная численность сотрудников компании Petoro составляет порядка шестидесяти человек. На конец 2018 года численность сотрудников компании равнялась 64 чел.